# Associazione Calcio ChievoVerona 2012-2013
Questa voce raccoglie le informazioni riguardanti l'Associazione Calcio ChievoVerona nelle competizioni ufficiali della stagione 2012-2013.

## Stagione
All'inizio della stagione è stato confermato già l'allenatore Domenico Di Carlo. Tuttavia, dopo 5 sconfitte consecutive, il 2 ottobre viene sostituito da Eugenio Corini, bandiera del Chievo di Delneri.
Il campionato del Chievo è iniziato male, infatti dopo aver vinto nella prima giornata contro il Bologna per 2-0 perse 5 partite consecutive contro Parma (2-0), Lazio (1-3), Juventus (2-0), Inter (0-2) e Palermo (4-1), che costarono a Di Carlo la panchina, che venne poi affidata a Eugenio Corini.
Con lui le cose vanno leggermente meglio con il Chievo sicché alla prima partita della gestione Corini, il Chievo vinse contro la Sampdoria per 2-1, grazie alle reti di Cyril Théréau e di David Di Michele.
Dopo questa vittoria i mussi volanti in 7 turni, vinsero una sola gara, contro il Pescara, pareggiando contro Fiorentina (1-1), Udinese (2-2) e Siena (0-0) e perdendo 3 partite contro Napoli (1-0), Milan (5-1) e Catania (2-1).
Dopo questo periodo anonimo i veneti sfiorarono il loro record di vittorie consecutive che è di 4 vittorie consecutive, riuscendone a vincere 3 partite consecutive contro Genoa (2-4), Cagliari (0-2) e Roma (1-0), risultati che fanno salire il Chievo all'11º posto con 21 punti e con 7 punti di vantaggio sulla terzultima classificata, cioè il Pescara.
Il Chievo terminò il girone d'andata con una sconfitta in trasferta contro il Torino per 2-0 e una vittoria in casa contro l'Atalanta per 1-0, terminando il girone d'andata all'11º posto con 24 punti.
Nel girone di ritorno, invece, i clivensi totalizzarono in tutto 21 punti, frutto di 5 vittorie, 5 pareggi e 9 sconfitte che sommati a quelli del girone di andata fanno un totale di 45 punti terminando il campionato in dodicesima posizione.

## Divise e sponsor
Lo sponsor tecnico è Givova.
| Casa | Trasferta | Terza divisa | Christmas Edition |

## Organigramma societario
Area direttiva
- Presidente: Luca Campedelli
- Vice presidente: Michele Cordioli
- Direttore sportivo: Fausto Vinti
- Responsabile area tecnica: Giovanni Sartori
- Team manager: Marco Pacione
- Assistant team manager: Fabio Moro
- Amministrazione: Elisabetta Lenotti, Federica Oliboni, Maria Prearo
- Segreteria: Giulia Maragni

Area organizzativa
- Segretario generale: Michele Sebastiani
- Segretario onorario: Giancarlo Fiumi
- Coordinatore area tecnica: Lorenzo Balestro
- Addetti stampa: Federica Menegazzi, Tommaso Franco
- Travel manager: Patrizio Binazzi

Area marketing
- Responsabile commerciale: Enzo Zanin
- Marketing: Daniele Partelli, Alberto L'Episcopo

Area tecnica
- Allenatore: Domenico Di Carlo (fino al 2 ottobre 2012), poi Eugenio Corini
- Vice allenatore: Roberto Murgita (fino al 2 ottobre 2012), poi Salvatore Lanna
- Preparatore atletico: Gianni Brignardello (fino al 2 ottobre 2012), Luigi Posenato, Salvatore Sciuto (dal 10 ottobre 2012)
- Preparatore portieri: Pietro Spinosa (fino al 2 ottobre 2012), poi Alessandro Vitrani
- Collaboratore tecnico: Luciano Foschi (fino al 2 ottobre 2012)
- Accompagnatore ufficiale: Rinaldo Danese
- Responsabile settore giovanile: Maurizio Costanzi
- Allenatore Primavera: Paolo Nicolato

Area sanitaria
- Medico Sociale: Giuliano Corradini
- Fisioterapista: Alessandro Verzini
- Massofisioterapisti: Antonio Agostini, Valentino Zagheno

## Rosa
| N. |                      | Ruolo | Calciatore              |
| -- | -------------------- | ----- | ----------------------- |
| 1  | Italia (bandiera)    | P     | Christian Puggioni      |
| 2  | Italia (bandiera)    | D     | Dario Dainelli          |
| 3  | Italia (bandiera)    | D     | Marco Andreolli         |
| 4  | Argentina (bandiera) | D     | Santiago Morero         |
| 4  | Grecia (bandiera)    | D     | Nikos Spyropoulos       |
| 5  | Italia (bandiera)    | C     | Roberto Guana           |
| 6  | Italia (bandiera)    | C     | Marco Rigoni            |
| 7  | Cile (bandiera)      | C     | Felipe Seymour          |
| 8  | Perù (bandiera)      | C     | Rinaldo Cruzado         |
| 9  | Italia (bandiera)    | A     | Davide Moscardelli      |
| 10 | Brasile (bandiera)   | C     | Luciano (vice capitano) |
| 11 | Mali (bandiera)      | A     | Mamadou Samassa         |
| 12 | Slovenia (bandiera)  | D     | Boštjan Cesar           |
| 13 | Slovenia (bandiera)  | D     | Bojan Jokić             |
| 14 | Ghana (bandiera)     | C     | Isaac Cofie             |
| 15 | Mali (bandiera)      | D     | Oumaro Coulibaly        |
| 16 | Italia (bandiera)    | C     | Luca Rigoni             |
| 17 | Italia (bandiera)    | A     | David Di Michele        |
| 17 | Italia (bandiera)    | D     | Mario Sampirisi         |
| 18 | Italia (bandiera)    | P     | Lorenzo Squizzi         |
| 19 | Italia (bandiera)    | C     | Francesco Dettori       |
| 20 | Italia (bandiera)    | D     | Gennaro Sardo           |
| 21 | Francia (bandiera)   | D     | Nicolas Frey            |

| N. |                           | Ruolo | Calciatore                   |
| -- | ------------------------- | ----- | ---------------------------- |
| 22 | Gambia (bandiera)         | A     | Ali Sowe                     |
| 23 | Italia (bandiera)         | P     | Sergio Viotti                |
| 23 | Senegal (bandiera)        | C     | N'Diaye Djiby                |
| 25 | Cecoslovacchia (bandiera) | C     | Kamil Vacek                  |
| 26 | Slovacchia (bandiera)     | D     | Pavol Farkaš                 |
| 27 | Argentina (bandiera)      | A     | Gabriel Hauche               |
| 28 | Italia (bandiera)         | C     | Idriz Toškić                 |
| 31 | Italia (bandiera)         | A     | Sergio Pellissier (capitano) |
| 33 | Romania (bandiera)        | D     | Paul Papp                    |
| 36 | Italia (bandiera)         | D     | Filippo Costa                |
| 39 | Romania (bandiera)        | C     | Adrian Stoian                |
| 43 | Italia (bandiera)         | A     | Alberto Paloschi             |
| 45 | Ghana (bandiera)          | A     | Caleb Ekuban                 |
| 51 | Italia (bandiera)         | D     | Francesco Acerbi             |
| 54 | Italia (bandiera)         | P     | Stefano Sorrentino           |
| 56 | Finlandia (bandiera)      | C     | Përparim Hetemaj             |
| 77 | Francia (bandiera)        | A     | Cyril Théréau                |
| 88 | Albania (bandiera)        | P     | Samir Ujkani                 |
| 93 | Senegal (bandiera)        | D     | Boukary Dramé                |
| 94 | Italia (bandiera)         | P     | Ivan Provedel                |
| 95 | Brasile (bandiera)        | A     | Victor Da Silva              |
|    | Italia (bandiera)         | C     | Simone Bentivoglio           |

## Risultati

### Serie A

#### Girone di andata
| Arbitro: | Calvarese (Teramo) |

|                            |           |  |
| Pellissier 65’ Cruzado 79’ | Marcatori |  |

| Arbitro: | Massa (Imperia) |

|                       |           |  |
| Belfodil 32’ Rosi 86’ | Marcatori |  |

| Arbitro: | Rizzoli (Bologna) |

|                       |           |                            |
| Pellissier 83’ (rig.) | Marcatori | 5’, 74’ Hernanes 37’ Klose |

| Arbitro: | Russo (Nola) |

|                       |           |  |
| Quagliarella 63’, 68’ | Marcatori |  |

| Arbitro: | Peruzzo (Schio) |

|  |           |                         |
|  | Marcatori | 43’ Pereira 74’ Cassano |

| Arbitro: | Bergonzi (Genova) |

|                                  |           |               |
| Miccoli 13’, 59’, 82’ Giorgi 80’ | Marcatori | 28’ M. Rigoni |

| Arbitro: | Gervasoni (Mantova) |

|                              |           |             |
| Théréau 45+1’ Di Michele 87’ | Marcatori | 61’ Maresca |

| Arbitro: | Guida (Torre Annunziata) |

|             |           |               |
| Théréau 17’ | Marcatori | 18’ Rodríguez |

| Arbitro: | Celi (Bari) |

|            |           |  |
| Hamšík 58’ | Marcatori |  |

| Arbitro: | Ostinelli (Como) |

|                               |           |  |
| Luciano 75’ (rig.) Stoian 76’ | Marcatori |  |

| Arbitro: | Giacomelli (Trieste) |

|                                                                      |           |                |
| Emanuelson 16’ Montolivo 36’ Bojan 41’ El Shaarawy 75’ Pazzini 90+3’ | Marcatori | 18’ Pellissier |

| Arbitro: | Doveri (Roma) |

|                                   |           |                    |
| Andreolli 38’ Paloschi 89’ (rig.) | Marcatori | 42’, 90+1’ Angella |

| Arbitro: | Peruzzo (Schio) |

|                  |           |                 |
| Almirón 51’, 85’ | Marcatori | 90+3’ Andreolli |

| Verona 25 novembre 2012, ore 15:00 CET 14ª giornata | Chievo          | 0 – 0 referto | Siena | Stadio Marcantonio Bentegodi (6.000 spett.)\| Arbitro: \| Massa (Imperia) \| |
| Arbitro:                                            | Massa (Imperia) |               |       |                                                                              |

| Arbitro: | Tagliavento (Terni) |

|                       |           |                                            |
| Said 40’ Janković 56’ | Marcatori | 14’ (rig.), 22’, 45+1’ Paloschi 89’ Stoian |

| Arbitro: | Russo (Nola) |

|  |           |                          |
|  | Marcatori | 67’ Paloschi 87’ Théréau |

| Arbitro: | Bergonzi (Genova) |

|                |           |  |
| Pellissier 87’ | Marcatori |  |

| Arbitro: | Banti (Livorno) |

|                            |           |  |
| Sardo 12’ (aut.) Gazzi 26’ | Marcatori |  |

| Arbitro: | Mariani (Aprilia) |

|           |           |  |
| Cofie 37’ | Marcatori |  |

#### Girone di ritorno
| Arbitro: | Massa (Imperia) |

|                                            |           |  |
| Kone 13’ Gilardino 44’, 59’ Gabbiadini 88’ | Marcatori |  |

| Arbitro: | Calvarese (Teramo) |

|              |           |              |
| Paloschi 56’ | Marcatori | 40’ Belfodil |

| Arbitro: | Giacomelli (Trieste) |

|  |           |              |
|  | Marcatori | 61’ Paloschi |

| Arbitro: | Bergonzi (Genova) |

|             |           |                            |
| Théréau 52’ | Marcatori | 10’ Matri 42’ Lichtsteiner |

| Arbitro: | Guida (Torre Annunziata) |

|                                             |           |               |
| Puggioni 2’ (aut.) Ranocchia 26’ Milito 50’ | Marcatori | 21’ L. Rigoni |

| Arbitro: | Tagliavento (Terni) |

|                    |           |            |
| Théréau 55’ (rig.) | Marcatori | 5’ Formica |

| Arbitro: | Abbattista (Molfetta) |

|                   |           |  |
| Poli 33’ Éder 83’ | Marcatori |  |

| Arbitro: | Doveri (Roma) |

|                         |           |           |
| Pasqual 4’ Larrondo 78’ | Marcatori | 38’ Cofie |

| Arbitro: | Rocchi (Firenze) |

|                       |           |  |
| Dramé 12’ Théréau 43’ | Marcatori |  |

| Arbitro: | Mazzoleni (Bergamo) |

|  |           |                          |
|  | Marcatori | 88’ Stoian 90+3’ Théréau |

| Arbitro: | Celi (Bari) |

|  |           |               |
|  | Marcatori | 25’ Montolivo |

| Arbitro: | Damato (Barletta) |

|                                |           |          |
| Di Natale 20’, 25’ Benatia 85’ | Marcatori | 35’ Papp |

| Verona 14 aprile 2013, ore 15:00 CEST 32ª giornata | Chievo               | 0 – 0 referto | Catania | Stadio Marcantonio Bentegodi\| Arbitro: \| Giacomelli (Trieste) \| |
| Arbitro:                                           | Giacomelli (Trieste) |               |         |                                                                    |

| Arbitro: | Valeri (Roma 2) |

|  |           |                |
|  | Marcatori | 45’ Pellissier |

| Arbitro: | Doveri (Roma) |

|  |           |               |
|  | Marcatori | 73’ Borriello |

| Verona 4 maggio 2013, ore 18:00 CEST 35ª giornata | Chievo           | 0 – 0 referto | Cagliari | Stadio Marcantonio Bentegodi\| Arbitro: \| Pinzani (Empoli) \| |
| Arbitro:                                          | Pinzani (Empoli) |               |          |                                                                |

| Arbitro: | Peruzzo (Schio) |

|  |           |             |
|  | Marcatori | 90’ Théréau |

| Arbitro: | Valeri (Roma 2) |

|             |           |                  |
| Théréau 10’ | Marcatori | 19’ (rig.) Cerci |

| Arbitro: | La Penna (Roma 1) |

|                         |           |                    |
| Stendardo 8’ Giorgi 84’ | Marcatori | 76’, 90+3’ Théréau |

### Coppa Italia

#### Turni eliminatori
| Arbitro: | Andrea Gervasoni (Mantova) |

|                                               |           |  |
| Théréau 5’, 27’ Pellissier 10’ Di Michele 52’ | Marcatori |  |

| Arbitro: | Giacomelli (Trieste) |

|  |           |             |
|  | Marcatori | 60’ Lucioni |

## Statistiche

### Statistiche di squadra
| Competizione | Punti | In casa | In casa | In casa | In casa | In casa | In casa | In trasferta | In trasferta | In trasferta | In trasferta | In trasferta | In trasferta | Totale | Totale | Totale | Totale | Totale | Totale | DR  |
| Competizione | Punti | G       | V       | N       | P       | Gf      | Gs      | G            | V            | N            | P            | Gf           | Gs           | G      | V      | N      | P      | Gf     | Gs     | DR  |
| ------------ | ----- | ------- | ------- | ------- | ------- | ------- | ------- | ------------ | ------------ | ------------ | ------------ | ------------ | ------------ | ------ | ------ | ------ | ------ | ------ | ------ | --- |
| Serie A      | 45    | 19      | 6       | 8       | 5       | 18      | 16      | 19           | 6            | 1            | 13           | 19           | 36           | 38     | 12     | 9      | 17     | 37     | 52     | -15 |
| Coppa Italia | -     | 2       | 1       | 0       | 1       | 4       | 1       | 0            | 0            | 0            | 0            | 0            | 0            | 2      | 1      | 0      | 1      | 4      | 1      | +3  |
| Totale       | -     | 21      | 7       | 8       | 6       | 22      | 17      | 19           | 6            | 1            | 13           | 19           | 36           | 40     | 13     | 9      | 18     | 41     | 53     | -12 |

### Andamento in campionato
| Giornata  | 1 | 2  | 3  | 4  | 5  | 6  | 7  | 8  | 9  | 10 | 11 | 12 | 13 | 14 | 15 | 16 | 17 | 18 | 19 | 20 | 21 | 22 | 23 | 24 | 25 | 26 | 27 | 28 | 29 | 30 | 31 | 32 | 33 | 34 | 35 | 36 | 37 | 38 |
| --------- | - | -- | -- | -- | -- | -- | -- | -- | -- | -- | -- | -- | -- | -- | -- | -- | -- | -- | -- | -- | -- | -- | -- | -- | -- | -- | -- | -- | -- | -- | -- | -- | -- | -- | -- | -- | -- | -- |
| Luogo     | C | T  | C  | T  | C  | T  | C  | C  | T  | C  | T  | C  | T  | C  | T  | T  | C  | T  | C  | T  | C  | T  | C  | T  | C  | T  | T  | C  | T  | C  | T  | C  | T  | C  | C  | T  | C  | T  |
| Risultato | V | P  | P  | P  | P  | P  | V  | N  | P  | V  | P  | N  | P  | N  | V  | V  | V  | P  | V  | P  | N  | V  | P  | P  | N  | P  | P  | V  | V  | P  | P  | N  | V  | P  | N  | V  | N  | N  |
| Posizione | 3 | 12 | 12 | 16 | 17 | 18 | 16 | 17 | 19 | 15 | 16 | 15 | 17 | 17 | 15 | 12 | 11 | 12 | 11 | 11 | 12 | 11 | 12 | 13 | 13 | 15 | 16 | 16 | 15 | 15 | 16 | 16 | 13 | 14 | 13 | 12 | 12 | 12 |

Legenda:

Luogo: C = Casa; T = Trasferta. Risultato: V = Vittoria; N = Pareggio; P = Sconfitta.

### Statistiche dei giocatori
Sono in corsivo i calciatori che hanno lasciato la società a stagione in corso.
| Giocatore      | Serie A  | Serie A | Serie A     | Serie A    | Coppa Italia | Coppa Italia | Coppa Italia | Coppa Italia | Totale   | Totale | Totale      | Totale     |
| Giocatore      | Presenze | Reti    | Ammonizioni | Espulsioni | Presenze     | Reti         | Ammonizioni  | Espulsioni   | Presenze | Reti   | Ammonizioni | Espulsioni |
| -------------- | -------- | ------- | ----------- | ---------- | ------------ | ------------ | ------------ | ------------ | -------- | ------ | ----------- | ---------- |
| F. Acerbi      | 7        | 0       | 2           | 0          | -            | -            | -            | -            | 7        | 0      | 2           | 0          |
| M. Andreolli   | 28       | 2       | 6           | 1          | 0            | 0            | 0            | 0            | 28       | 2      | 6           | 1          |
| S. Bentivoglio | -        | -       | -           | -          | -            | -            | -            | -            | -        | -      | -           | -          |
| B. Cesar       | 22       | 0       | 10          | 0          | 1            | 0            | 1            | 0            | 23       | 0      | 11          | 0          |
| I. Cofie       | 27       | 2       | 5           | 0          | 1            | 0            | 0            | 0            | 28       | 2      | 5           | 0          |
| F. Costa       | 0        | 0       | 0           | 0          | -            | -            | -            | -            | 0        | 0      | 0           | 0          |
| O. Coulibaly   | 0        | 0       | 0           | 0          | 1            | 0            | 1            | 0            | 1        | 0      | 1           | 0          |
| R. Cruzado     | 5        | 1       | 1           | 0          | 1            | 0            | 0            | 0            | 6        | 1      | 1           | 0          |
| D. Dainelli    | 34       | 0       | 8           | 1          | 1            | 0            | 0            | 0            | 35       | 0      | 8           | 1          |
| V. Da Silva    | 1        | 0       | 0           | 0          | -            | -            | -            | -            | 1        | 0      | 0           | 0          |
| F. Dettori     | 0        | 0       | 0           | 0          | 1            | 0            | 0            | 0            | 1        | 0      | 0           | 0          |
| D. Di Michele  | 11       | 1       | 0           | 0          | 2            | 1            | 0            | 0            | 13       | 2      | 0           | 0          |
| N. Djiby       | 1        | 0       | 0           | 0          | -            | -            | -            | -            | 1        | 0      | 0           | 0          |
| B. Dramé       | 22       | 1       | 4           | 0          | 1            | 0            | 0            | 0            | 23       | 1      | 4           | 0          |
| C. Ekuban      | 0        | 0       | 0           | 0          | -            | -            | -            | -            | 0        | 0      | 0           | 0          |
| P. Farkaš      | 4        | 0       | 0           | 0          | 1            | 0            | 0            | 0            | 5        | 0      | 0           | 0          |
| N. Frey        | 21       | 0       | 4           | 0          | 1            | 0            | 0            | 0            | 22       | 0      | 4           | 0          |
| R. Guana       | 23       | 0       | 3           | 0          | 1            | 0            | 0            | 0            | 24       | 0      | 3           | 0          |
| G. Hauche      | 1        | 0       | 0           | 0          | -            | -            | -            | -            | 1        | 0      | 0           | 0          |
| P. Hetemaj     | 30       | 0       | 11          | 0          | 0            | 0            | 0            | 0            | 30       | 0      | 11          | 0          |
| B. Jokić       | 20       | 0       | 4           | 0          | 1            | 0            | 0            | 0            | 21       | 0      | 4           | 0          |
| Luciano        | 24       | 1       | 4           | 0          | 0            | 0            | 0            | 0            | 24       | 1      | 4           | 0          |
| S. Morero      | 0        | 0       | 0           | 0          | -            | -            | -            | -            | 0        | 0      | 0           | 0          |
| D. Moscardelli | 7        | 0       | 2           | 0          | 2            | 0            | 0            | 0            | 9        | 0      | 2           | 0          |
| A. Paloschi    | 20       | 7       | 1           | 0          | -            | -            | -            | -            | 20       | 7      | 1           | 0          |
| P. Papp        | 8        | 1       | 4           | 0          | 1            | 0            | 0            | 0            | 9        | 1      | 4           | 0          |
| S. Pellissier  | 24       | 5       | 1           | 0          | 1            | 1            | 0            | 0            | 25       | 6      | 1           | 0          |
| I. Provedel    | 0        | 0       | 0           | 0          | -            | -            | -            | -            | 0        | 0      | 0           | 0          |
| C. Puggioni    | 17       | -17     | 1           | 0          | 1            | -1           | 0            | 0            | 18       | -18    | 1           | 0          |
| L. Rigoni      | 31       | 1       | 12          | 0          | 1            | 0            | 0            | 0            | 32       | 1      | 12          | 0          |
| M. Rigoni      | 10       | 1       | 1           | 0          | 2            | 0            | 0            | 0            | 12       | 1      | 1           | 0          |
| M. Samassa     | 8        | 0       | 3           | 1          | 1            | 0            | 0            | 0            | 9        | 0      | 3           | 1          |
| M. Sampirisi   | 3        | 0       | 0           | 0          | -            | -            | -            | -            | 3        | 0      | 0           | 0          |
| G. Sardo       | 23       | 0       | 7           | 0          | 2            | 0            | 0            | 0            | 25       | 0      | 7           | 0          |
| F. Seymour     | 7        | 0       | 1           | 0          | -            | -            | -            | -            | 7        | 0      | 1           | 0          |
| S. Sorrentino  | 20       | -33     | 2           | 0          | 1            | 0            | 0            | 0            | 21       | -33    | 2           | 0          |
| A. Sowe        | 2        | 0       | 0           | 0          | -            | -            | -            | -            | 2        | 0      | 0           | 0          |
| N. Spyropoulos | 7        | 0       | 1           | 0          | -            | -            | -            | -            | 7        | 0      | 1           | 0          |
| L. Squizzi     | 1        | -2      | 0           | 0          | 0            | 0            | 0            | 0            | 1        | -2     | 0           | 0          |
| A. Stoian      | 20       | 3       | 1           | 0          | 1            | 0            | 0            | 0            | 21       | 3      | 1           | 0          |
| C. Théréau     | 37       | 11      | 3           | 0          | 1            | 2            | 0            | 0            | 38       | 13     | 3           | 0          |
| I. Toškić      | 0        | 0       | 0           | 0          | -            | -            | -            | -            | 0        | 0      | 0           | 0          |
| S. Ujkani      | 0        | 0       | 0           | 0          | -            | -            | -            | -            | 0        | 0      | 0           | 0          |
| K. Vacek       | 11       | 0       | 2           | 1          | 1            | 0            | 0            | 0            | 12       | 0      | 2           | 1          |
| S. Viotti      | 0        | 0       | 0           | 0          | 0            | 0            | 0            | 0            | 0        | 0      | 0           | 0          |